# Kalevaladagen
Kalevaladagen (finska Kalevalan päivä) firas 28 februari. 
Finlands nationalepos Kalevala har gett namn åt dagen som är den finska kulturens dag. 